# Vinnie Vincent
Vinnie Vincent, (Bridgeport, Connecticut, 6 de agosto de 1952) es un guitarrista y compositor estadounidense de hard rock y glam metal, famoso por haber sido(aunque por poco tiempo) el guitarrista principal del grupo de rock Kiss, tras la salida de Ace Frehley. 
Fue el guitarrista en el álbum Creatures of the Night y, posteriormente, estuvo de gira con Kiss; su rol, en cuanto al maquillaje, fue el de "Ankh Warrior", creado a toda prisa por Paul Stanley. Aunque forjó una carrera en solitario, es más conocido por su breve paso por Kiss  
Cambiando su nombre a Vinnie Vincent, un apodo que le designó Gene Simmons cuando se conocieron, y asumiendo el alter ego de una guerrera egipcia (que reflejaba su maquillaje facial y su atuendo), se unió a Kiss en su primera gira por Estados Unidos en tres años. Desafortunadamente, el público no dio la bienvenida a la banda con los brazos abiertos, ya que la gira y el álbum no tuvieron éxito (a pesar de que Creatures fue su mejor y más pesado lanzamiento en años). Después de una serie de conciertos gigantescos y con entradas agotadas en Río de Janeiro en el verano de 1983, Vinnie trabajó con Kiss en su siguiente álbum, Lick It Up, con el que Vinnie tenía un papel más destacado como compositor. Con publicidad adicional agregada al lanzamiento del álbum por el grupo finalmente "desenmascarado", Lick It Up fue el primer disco de Kiss en tres años para obtener la certificación de oro en los Estados Unidos. Sin embargo, la gira posterior fue difícil para Vinnie. Según se informa, fue despedido después de una gira europea al discutir sobre su salario, pero fue recontratado para la etapa estadounidense. Cuando comenzaron a escribir para su próximo álbum (lo que sería Animalize de 1984), fue despedido o abandonado por su cuenta y reemplazado por Mark St. John.
El pronto formó Vinnie Vincent Invasion, que firmó con Chrysalis y emitió un debut homónimo. El álbum estaba más basado en el pop que su trabajo más pesado con Kiss (las canciones eran principalmente una excusa para que ella se deshaga de sus seis strings), pero encajan con el entonces popular clima glam / pop-metal (Poison, Bon Jovi, Ratt, etc.). Después de otro álbum (All Systems Go), la banda se separó. El cantante Mark Slaughter y el bajista Dana Strum encontraron el éxito en las listas con Slaughter. Con un álbum en solitario muy retrasado y un conjunto de cajas que se rumoreaba que nunca se materializó, se escuchó poco de Vinnie cuando apareció como invitado en las convenciones de Kiss en 1995. Ayudó a Kiss con parte de la composición de su álbum Revenge, pero la reconciliación con sus antiguos miembros de la banda no duró mucho. Años después presentó una demanda multimillonaria contra Kiss declarando que no había recibido las regalías a las que tenía derechos.

## Biografía
Vincent Cusano nació en Bridgeport (Connecticut, Estados Unidos). Empezó a tocar la guitarra a una edad muy temprana, inspirado por la velocidad del bluegrass y el rock & roll. A lo largo de los 70, grabó un álbum inadvertido con la banda Treasure y pagó las facturas haciendo trabajos de sesión (para Laura Nyro, Dan Hartman y escribiendo música para el programa de televisión Happy Days).  
Antes de unirse a Kiss, estuvo en varias bandas, como Hunter, Warrior, Hitchhikers y Heat. Decidido a crecer musicalmente y sabiendo que no podría progresar en Connecticut, decidió mudarse en 1982 a Los Ángeles con su exesposa (Annemarie Cusano) y sus dos hijas gemelas (Elizabeth y Jessica), nacidas el 30 de septiembre de 1982. Empezó a trabajar con Felix Cavaliere, que, fascinado por su forma de tocar, decidió formar una banda llamada Treasure y lo invitó a ser el guitarrista. Su único disco, Treasure, se lanzó en 1977. No tuvo gran éxito, por lo que la banda se disolvió.  
Luego de esto, Vinnie trabajó con Laura Nyro tocando la guitarra en algunas de sus canciones y fue de gira con Dan Hartman. Grabó algunas canciones del álbum "Instant Replay" de música disco.
Paralelamente, trabajó componiendo música para algunas series televisivas para poder pagar los demos que grababa usando como carta de presentación. Volvió a trabajar de nuevo con Felix Cavaliere en el álbum "Castles in the Air" (1979) tocando en algunas canciones del disco y componiendo algunos solos. 
Entre 1980 y 1981, Vinnie conoció a Robert Fleischman, con el que compuso algunas canciones y formó la banda Warrior. La banda grabó algunas demos para la CBS y estaba a punto de firmar un acuerdo justo antes de que Vinnie conociese a Gene Simmons a través de Adam Mitchell, que en ese momento estaba coescribiendo con Kiss. Vincent recuerda que tuvo la posibilidad de hablar con Gene y que le dio su número sabiendo que no tenía nada que perder, diciendo que si algún día quería que compusiesen música juntos lo llamase. Kiss estaba teniendo problemas con el guitarrista original (Ace Frehley), por lo que Simmons invitó a Vinnie a coescribir algunas canciones y a interpretar el papel principal de Creatures of the Night de 1982. Cuando quedó claro que Frehley dejaría la banda definitivamente después del lanzamiento del álbum, se le pidió a Cusano que se uniera. Sus primeras composiciones juntos fueron "Killer" y "I Love It Loud", que en esa época se llamaba "Loud and Proud". Gene contó a Paul Stanley que estaba componiendo con Cusano y le mostró algo de material. Seguido a esto comenzaron a componer los tres juntos. Paul cuenta que la primera vez que vio a Vinnie este se tiró de rodillas al suelo mientras tocaba un solo de guitarra. 

### Kiss yCreatures of the Night

"The Ankh Warrior" (maquillaje de Vinnie Vincent)

Kiss estaba en crisis tras la salida de su álbum conceptual de 1981, Music from "The Elder". Los terribles resultados de este y los problemas que atravesaba la banda por la salida de Ace Frehley hacían que fuese necesario buscar a un sustituto perfecto para el puesto de guitarrista líder. Miles audicionaron, pero ninguno terminó de convencer a los integrantes, por lo que el disco Creatures of the Night se grabó con varios guitarristas distintos en secreto, que tocaron de forma que la gente pensase que era Ace.
Como el tour estaba por comenzar y necesitaban conseguir un reemplazo en poco tiempo, decidieron acudir a Vinnie, aunque sabían que no era el indicado por su ego. Aun así, decidieron hacer el tour con él por ser uno de los que más cerca estaba de la banda. Entonces Stanley inventó el personaje de "Ankh Warrior" y Simmons sugirió el apodo de Vinnie Vincent para Cusano, con lo que este se convirtió en miembro oficial de la banda en diciembre de 1982 y en el segundo músico que la banda contrató, junto con el que sería su amigo, Eric Carr. Durante la gira, Vinnie tuvo problemas con los demás miembros de la banda: se excedía en la duración de los solos y tuvo otros conflictos con Gene y Paul. Tras el Creatures of the Night Tour, Vinnie fue despedido, pero se le volvió a contratar para grabar Lick It Up.

#### Lick It Up
Ya sin maquillaje, Kiss emprendía la grabación del nuevo álbum cambiando su estilo y adaptándose a la época. El álbum sería un éxito increíble en el que Vinnie escribió la mayoría de las canciones y sacó a relucir todo su potencial y talento como compositor, con potentes riffs de hard rock y solos increíbles en canciones como "Lick It Up", "Exciter", "A Million To One". El riff principal de "Young And Wasted" y el solo de "Not For The Innocent" dejaron claro que por algo estaba en Kiss. Su calidad musical era increíble, incluso superior a la de cualquier miembro de la banda, lo que despertó los celos de Paul Stanley y el ego del Ankh Warrior crecía con cada concierto. Las relaciones pasaron a tensarse más de lo normal, lo que sumado a los solos descontrolados de Vinnie en el escenario, sus quejas de este porque no se sentía valorado en la banda ya que cortaban muchos de sus solos en los álbumes y no le dejaban tocar como el quería, limitándolo a tocar de la forma en que tocaba Ace, y algunas cuestiones poco éticas de Vinnie, como vender guitarras a sus fanes, diciendo que habían sido tocadas en vivo o en estudio, cuando no era así, hicieron que, de común acuerdo, la estadía de Cusano en la banda llegue a su fin, en marzo de 1984 luego del tour de Lick It Up.
Las colaboraciones en la composición que realizó con Paul Stanley y Gene Simmons en los discos Creatures of the Night y Lick It Up, fueron realmente brillantes, y sin duda alguna fue parte esencial del resurgimiento de Kiss cuando esta banda estaba perdiendo popularidad, con álbumes como el mencionado Music From The Elder o Unmasked.
Vinnie, además de componer al nivel de las grandes ligas, también era un excelente guitarrista que puso a Kiss a tono con la moda con su presencia de veloz guitar hero luego de la partida del carismático Ace Frehley.

### Vinnie Vincent Invasion
Cuando salió de Kiss, aprovechó todo el prestigio que había ganado y reclutó a Dana Strum en el bajo y a Bobby Rock en la batería y volvió a trabajar con Robert Fleischman. Esta vez lo llamó para que fuera el vocalista de la banda y formó la banda Vinnie Vincent Invasion. Grabaron su primer álbum en 1986, llamado Vinnie Vincent Invasion, un disco en donde se vio a un Vinnie Vincent muy cambiado. Vincent mezcló el heavy metal que estaba de moda en ese momento con su estilo de composición y solos descontrolados en todo el disco, algunos muy buenos. La canción más destacada del álbum fue "Back on the Streets", una demo que grabó en su época en Warrior y que más tarde cantó Paul Stanley aunque no se usase en Kiss. Finalmente, la canción se usó en ese disco. Además, varios músicos lanzaron otras versiones de la canción, como John Norum, guitarrista de Europe, en su álbum en solitario "Total Control"."Boyz are Gonna Rock" es otra de las canciones destacadas del álbum que cuenta con un videoclip. Una vez más, el álbum destaca por las grandes composiciones de Vinnie Vincent. La banda adoptó la vestimenta glam de la época y fue blanco de las críticas de la prensa.
Para 1988, la banda volvió con su segundo disco llamado All Systems Go, con su nuevo vocalista Mark Slaughter haciendo su debut profesionalmente. La banda abandonó la vestimenta glam y grabó un disco mucho más pulido y trabajado, con solos descontrolados, pero mucho más armónicos y mejor logrados; riffs potentes como siempre y grandes composiciones líricas; canciones como "Ashes to Ashes" y "Burn" destacaron en el disco; las baladas "Love Kills" utilizada en la promoción de Pesadilla en Elm Street 4 y como banda sonora de la misma y "That Time of Year" fueron las más exitosas del disco y lograron gran popularidad en la época, lo que los llevó a grabar videoclips para ambas. La voz de Mark sobresalió en el disco y una vez más la pelea de egos llevó a la banda a su fin. Los integrantes no soportaban más los solos exagerados de Vinnie en el escenario ni su actitud. La discográfica Chrysalis, que había hecho el contrato con Vinnie para los discos, decidió romper el acuerdo, ya que quería que la cara de la banda fuera Mark. Este último y Dana decidieron dejar la banda para formar Slaughter y se quedaron con el contrato, Bobby logró el éxito con Nelson (banda) con previo paso por Nitro (banda) y el ex Kiss se vio obligado a continuar su carrera en solitario. La banda dejó estos dos álbumes y no logró mucha trascendencia.
Del mismo modo, Vincent se involucró en la lucha contra la censura contra la música rock, y también ayudó a The Bangles con canciones y tocó la guitarra en el álbum de 1988, Everything en una canción. Luego de esto, a principio de los 90, Vincent grabó un tercer disco de Vinnie Vincent Invasión con Robert Fleischman en las voces y con la colaboración de Jeff Scott Soto en algunas canciones, según Fleischman esto se trató de una recopilación de demos viejas y algunas canciones nuevas y no de un 3.er álbum.

### Regreso a Kiss
Durante un concierto de EZO entre 1990 y 1991, Vinnie se encontró con Gene Simmons y le pidió disculpas por su comportamiento durante su época como miembro de Kiss y le ofreció volver a escribir juntos. Gene aceptó y, junto con Paul Stanley, volvieron a componer algunas canciones. La banda se encontraba a punto de comenzar a grabar Revenge y le invitaron a participar solo componiendo canciones. Vincent mostró una vez más su talento, esta vez sin tomar la guitarra. Compuso, junto a Gene, el mayor éxito del disco: la canción "Unholy". También compuso "Heart of Chrome" y "I Just Wanna".
Los miembros, conformes con su trabajo y su buena actitud, decidieron darle una segunda oportunidad, por lo que lo invitaron a participar presentándose a las distintas expos de Kiss por el mundo, brindando entrevistas, autógrafos, fotos, tocando con bandas en homenaje a Kiss y volviendo a encarnar el papel de "Ankh Warrior". Cusano no tardó en volver a su mal comportamiento, incumpliendo un supuesto contrato con la banda, ausentándose de algunas expos y teniendo numerosas faltas de ética. Más tarde, comenzó a sentir que su seguridad corría peligro al participar en aquellos eventos, por lo que decidió dejar de hacerlo. Demandó a la banda en 1992 y perdió el juicio, al igual que muchos otros posteriores.

### Euphoriay años posteriores
En 1996 editó un EP, Euphoria / The EP, con Robert Fleischman, con la intención de que se transformase en un adelanto de lo que sería un nuevo disco llamado "Guitarmageddon", que nunca vio la luz. Luego de que su exesposa, Annemarie Cusano, fuera asesinada en enero de 1998 y algunos problemas personales, el exmiembro de Kiss desapareció del ojo público. Annemarie Cusano fue asesinada por Gregory McArthur, que fue sentenciado a sesenta años de prisión. En el juicio estuvieron presentes las dos hijas gemelas de Vinnie, que dieron un testimonio sensible.
En 2002 se lanzó un álbum no oficial titulado Speedball Jamm, que se trata de 71 de minutos de solos de guitarra divididos en 10 pistas. Estas grabaciones son en realidad ensayos de los solos en vivo tocados por el guitarrista en su época de Vinnie Vincent Invasión.
Un álbum homenaje titulado Kiss My Ankh: A Tribute to Vinnie Vincent fue lanzado por SplitScreen el 27 de agosto de 2008. El álbum se compone de nuevas grabaciones de canciones de Vincent con Kiss y Vinnie Vincent Invasion, realizadas por diversos artistas glam metal. 
Vinnie reapareció en 2011 por un incidente doméstico. Su esposa Diane Cusano lo denunció por supuesto maltrato. El caso fue desestimado. Poco después, su esposa murió a causa del alcoholismo y, al poco tiempo, Vincent abandonó su casa de Tennessee, después de lo cual no se le volvió a ver de nuevo. Lo último que se supo de él es que en 2014 fue localizado por la banda sueca Impera, con la que aceptó grabar un solo para su nuevo disco, "Empire of Sin", de 2015, pero que por cuestiones de tiempo no fue posible.
Su última aparición pública fue en un evento que él mismo organizó en Nashville (Tennessee) el 14 y 15 de diciembre de 2019 en el S.I.R. Soundstage Studios, donde firmó autógrafos y dio una breve presentación. El evento tuvo un costo de 500 dólares estadounidenses por persona.

## Estilo e influencias
Declaró en varias ocasiones que sus mayores influencias son los Beatles, Jeff Beck y algunos guitarristas de country. También mencionó a Allan Holdsworth, Al Di Meola, Randy Rhoads y a Eddie Van Halen, entre otros. Su estilo es muy particular y poco común. Su forma de tocar fue variando con los años; en la década de los 70 estaba influenciado por el rock clásico y su forma de tocar se asemejaba a la de un guitarrista de esa época. Con la llegada de la siguiente década y su llegada a Kiss fue convirtiéndose en un guitarrista que buscaba tocar cada vez más rápido y con el uso excesivo de la palanca de vibrato. 
Tras salir de Kiss, endureció su sonido y comenzó a tocar solos a velocidades anormales, queriendo convertirse en el más rápido de la época, por lo que fue duramente criticado por ser una "trituradora de notas", pero su forma de tocar es compleja y consiste en escalas y modos con alteraciones, para poder tocar fraseos a velocidades inhumanas de incluso cinco notas por cuerda y con muchos cromatismos. Los arpegios, "Sweep Picking", "Chicken Picking", "Bends" y "Vibratos" excesivos con la palanca de trémolo, son características de sus solos. El uso de acordes alterados es parte de su estilo.

## Guitarras
En sus primeros años, utilizó guitarras vintage, ya que solía tocar jazz. En la década de los 70 fue variando, utilizando por lo general guitarras Fender Stratocaster.
Cuando Eddie Van Halen estaba grabando, se puso en contacto con Vinnie para pedirle prestadas algunas de sus guitarras Fender. Por entonces, Eddie utilizaba guitarras Charvel. Vincent probó una de ellas y se volvió fan de la marca, para luego pasar a usar guitarras Jackson, marca que más tarde haría un modelo signature para él.

### Con Kiss
Charvel Stratocaster: Fue armada por él, contaba con un solo micrófono en el puente y se usó para las grabaciones de Creatures of the Night y de Lick It Up.
Charvel Stratocaster Custom: Para tocar en vivo durante la gira Creatures of the Night. Esta guitarra fue modificada en dos versiones distintas, la primera contaba con un solo micrófono EMG 81 en el puente, similar a la guitarra utilizada por Gary Moore y en su segunda versión se colocó un set de pastillas EMG 81-85, con micrófono en puente y en mástil respectivamente.
Jackson RR1: Luego del fallecimiento de Randy Rhoads, muchas de las guitarras diseñadas para este quedaron en preproducción, fue entonces cuando la marca ofreció al guitarrista de Kiss cederle varias de estas, siendo así utilizadas, por primera vez, para la gira de Creatures of the Night.
Jackson RR1: Esta guitarra es la misma de la gira Creatures of the Night, anteriormente pintada en color dorado, que fue repintada en color rosa, para luego ser utilizada en la gira Lick It Up, al igual que la anterior contaba con pastillas Seymour Duncan. También se utilizó una variación que contaba con micrófono EMG 81 en el puente y Seymour Duncan Jeff Beck Signature.

### Con Vinnie Vincent Invasion
En esta etapa, Jackson guitars decidió fabricar un modelo signature Vinnie Vincent. La guitarra se fabricó en distintas versiones, tanto con pastillas EMG como Seymour Duncan. También la produjeron Carvin Guitars e Ibanez durante un breve período, pero solo para publicidad en fotos o videoclips. La guitarra contaba con un Preamp y con distintas variaciones en cuanto a formato de pastillas (puente-mástil o únicamente puente) o en cuanto a distintos tipos de madera. Actualmente, se produce bajo la marca "Guitarmaggedon", licenciada por el guitarrista y ofrecida en su página web.
Jackson VV: Utilizada en vivo, en los discos de Invasión y posteriores grabaciones.
Carvin DN612: Apareció en videoclips y fotos, rara vez tocada en vivo.

## Discografía

### Con Treasure
- Treasure (1977)

### Con Kiss
- Creatures of the Night
- Lick It Up

### Con Vinnie Vincent Invasion
- Vinnie Vincent Invasion
- All Systems Go

### Solo
- Euphoria / The Ep (1996)
- Archives, Volume 1 - Speedball Jamm (2002)
- Invasion Box Set (2003)

Álbumes tributo
- Kiss My Ankh: A Tribute to Vinnie Vincent (2008)